# El Guijo
El Guijo – gmina w Hiszpanii, w prowincji Kordoba, w Andaluzji, o powierzchni 67,28 km². W 2011 roku gmina liczyła 411 mieszkańców.